# 山口健一
山口 健一（やまぐち けんいち）は、日本の弁護士。山口法律会計事務所所長。大阪弁護士会元会長。日本弁護士連合会元副会長。鹿児島県出身。

## 経歴
鹿児島県薩摩川内市生まれ。中学校の頃は理系に進もうと考えていたが、鹿児島県立川内高等学校に在籍中「研究所で働くよりも社会で人と関わる仕事がしたい」と思い、中でも弱い人のために働こうと考え弁護士を目指し、大阪市立大学法学部へ入学。大学ではドイツ法を学んだ。1974年司法試験合格と同時に大学を卒業し、1975年司法修習所入所（29期）。1991年に山口健一法律事務所を設立した。その後、大阪弁護士会や近畿弁護士会連合会、日本弁護士連合会で要職を務め、2016年には大阪市立大学出身者としては20年ぶりに大阪弁護士会の会長に就任した。取り扱った主な事件としては、1985年の豊田商事事件では全国の被害者弁護団の事務局長を、1998年の和歌山毒物カレー事件では主任弁護士を務めた。また、法曹実務家として大阪市立大学非常勤講師や大阪経済法科大学客員教授を務めた。

## 著書

### 共著
- 民主法律協会編『権利闘争の理論と実践－喪われた尊厳の回復をめざして』(労働旬報社，1981)
- 甲斐道太郎ほか編『企業生活の法律相談－会社設立から倒産・再建まで』(三省堂，1982)
- 全国豊田商事被害者弁護団連絡会議編 『虚構と真実　豊田商事事件の記録』(耕文社，1992)
- 岩出誠ほか編『働く人のための法律相談』(青林書院，1996)
- 別冊宝島編集部編『弁護士さん物語』(宝島社文庫，1999)
- 三井誠ほか編『新刑事手続Ⅱ』(悠々社，2002)
- 「建築よろず相談」解説委員著 『マンションを手に入れる前に読むＱ＆Ａ８０』(山海堂，2004)
- 「建築よろず相談」解説委員著 『「いい家づくり」のＱ＆Ａ１００』(エクスナレッジ，2008)
- 別冊宝島編集部編『弁護士というお仕事』(宝島社，2008)
- 山口健一ほか編『刑事弁護士が語る裁判員裁判　なにわの法廷から』 (大阪経済法科大学出版部，2009)
- 後藤昭ほか編 『実務体系 現代の刑事弁護　１．弁護人の役割』(第一法規，2013)
- 災害救済法研究会編『Ｑ＆Ａ災害を巡る法律と税務』(新日本法規，2013)